# Željeznička pruga DG – Savski Marof – Zagreb Glavni kolodvor
Željeznička pruga državna granica – Savski Marof – Zagreb Glavni kolodvor (službeno: Željeznička pruga M101) je 26,709 km duga pruga u Hrvatskoj koja povezuje Zagreb sa slovenskom željezničkom mrežom zapadno od Savskog Marofa i dalje do Ljubljane. Trasa prati tok rijeke Save. Dio je Paneuropskog koridora X od Salzburga i Ljubljane prema Skoplju i Solunu. Pruga je u cijelosti elektrificirana i dvokolosiječna.
Pruga se povezuje na prugu Zagreb Glavni kolodvor – Dugo Selo koja povezuje Zagreb s prugama prema Budimpešti na sjeveru i Beogradu na istoku. Nadalje se povezuje s prugama Zagreb – Rijeka, Zaprešić – Čakovec i napuštenom prugom Savski Marof – Kumrovec.

## Povijest
Željeznička pruga Savski Marof – Zagreb Glavni kolodvor otvorena je 1862. godine kao dio željezničke pruge Zidani Most – Zagreb – Sisak. Nije samo prva željeznička pruga u Zagrebu nego i prva na teritoriju ondašnje Kraljevine Hrvatske. 1944. godine naručen je drugi kolosijek.
Bila je dio rute Orient Expressa od 1919. do 1977. godine.